# عبدالله الصالح
عبدالله الصالح (انگلیسی: Abdullah Al-Saleh؛ زادهٔ ۱۵ ژانویهٔ ۱۹۸۸) یک ورزشکار اهل عربستان سعودی است.
از باشگاه‌هایی که در آن بازی کرده‌است می‌توان به باشگاه فوتبال الاتفاق عربستان سعودی اشاره کرد.